# Tokushima
Tokushima (jap. 徳島市 Tokushima-shi) – miasto w Japonii, w prefekturze Tokushima, na wyspie Sikoku (Shikoku), stolica prefektury Tokushima.
Miasto Tokushima powstało, kiedy daimyō Iemasa Hachisuka (1558–1639) wkroczył do regionu Awa, zbudował zamek i rozwinął przyszłe miasto zamkowe jako polityczne i gospodarcze centrum. Rodzina Hachisuka rządziła przez 14 pokoleń. Obecny kształt uzyskało w 1889 roku, poprzez dołączenie kilkunastu okolicznych małych miasteczek i wiosek, w ramach tworzenia nowego systemu administracyjnego.
W mieście rozwinął się przemysł bawełniany, chemiczny, meblarski oraz spożywczy.
Miasto jest obsługiwane przez Tokushima Awa-odori Airport.

## Awa-odori
Awa-odori w Tokushimie to jeden z wielu najlepiej znanych festiwali tanecznych odbywających się w całej Japonii podczas sezonu o-bon w połowie sierpnia. Awa to dawna nazwa prefektury Tokushima, odori oznacza taniec. Pomiędzy 12 a 15 sierpnia tysiące widzów i tancerzy przybywają do Tokushimy, aby zobaczyć lub uczestniczyć w zabawie.
Niektóre wydarzenia festiwalu mają miejsce w ciągu dnia, ale główny spektakl odbywa się między 18:00 a 22:30, kiedy grupy tancerzy występują na ulicach śródmieścia miasta. Grupy tańczą w paradzie, grając na tradycyjnych instrumentach muzycznych. Kroki taneczne są proste, ale uczestnicy wyróżniają się wariacjami i kolorowymi strojami. 
Odwiedzający Tokushimę, którzy w ciągu roku pragną zapoznać się z tańcem i festiwalem, mogą to uczynić w Awa Odori Kaikan, gdzie znajduje się muzeum poświęcone awa-odori i sala widowiskowa, w której odbywają się pokazy tańca.

## Muzeum Zamkowe Tokushima
Muzeum Zamkowe Tokushima (Tokushima Castle Museum, Tokushima-jō Hakubutsukan) gromadzi i prezentuje przedmioty związane z domeną feudalną Tokushima-han i rodziną Hachisuka. Budynek w stylu shoin-zukuri (tradycyjny styl japońskiej architektury mieszkalnej), znajduje się w miejscu zamku Tokushima. Wewnątrz muzeum można zapoznać się z modelem zamku i jego otoczeniem oraz eksponatami obejmującymi okres od wkroczenia w 1585 roku Iemasy Hachisuka (1558–1639) do prowincji Awa (zbudował zamek i miasto zamkowe jōka-machi) do obalenia tego klanu feudalnego w XIX wieku.

## Awa indygo
Miasto Tokushima, jak i w znacznej części region, są znane z produkcji barwnika „awa indygo”. Pojawiał się on na targach w całym kraju od okresu Edo (1603–1868) i przyniósł korzyści dla gospodarki i kultury Tokushimy. Barwnik ten jest nadal produkowany przez rzemieślników, którzy przekazują tradycję z pokolenia na pokolenie. Produkcja zajmuje prawie rok: sadzonki sadzi się wiosną, uprawiane rośliny zbiera się latem. Ich liście są drobno mielone, suszone i układane w stosy, które spryskuje się wodą i poddaje fermentacji w ściśle określonej temperaturze przez około 100 dni.
Pochodzenie „awa indygo” nie jest pewne. Prawdopodobnie był produkowany i sprzedawany juź w okresie Muromachi (1336–1573), ponieważ istnieją zapisy dotyczące wysyłki w księdze podatkowej z XV wieku. Wielkość produkcji rosła w latach 1603–1912 (w 1903 r. powierzchnia uprawy osiągnęła swój szczyt 15 tys. ha) z trzech powodów: sprzyjającemu klimatowi, rozpoczęciu uprawy bawełny (farbowanej tym barwnikiem) w okolicach Osaki oraz wsparciu klanu Tokushima w produkcję i doskonalenie jej technologii.

## Awa-shijira
Miasto i region wsławiły się produkcją tkaniny o nazwie shijira, którą oficjalnie uznano w 1978 roku za tradycyjne rzemiosło narodowe. W procesie wytwarzania wykorzystuje się nić farbowaną indygo. Tkanina charakteryzuje się nierówną powierzchnią (shibo) i miękką fakturą. Ubrania z tego niedrogiego, lekkiego i chłodnego materiału bawełnianego były popularne m.in. wśród rolników w okresie Edo

## Galeria

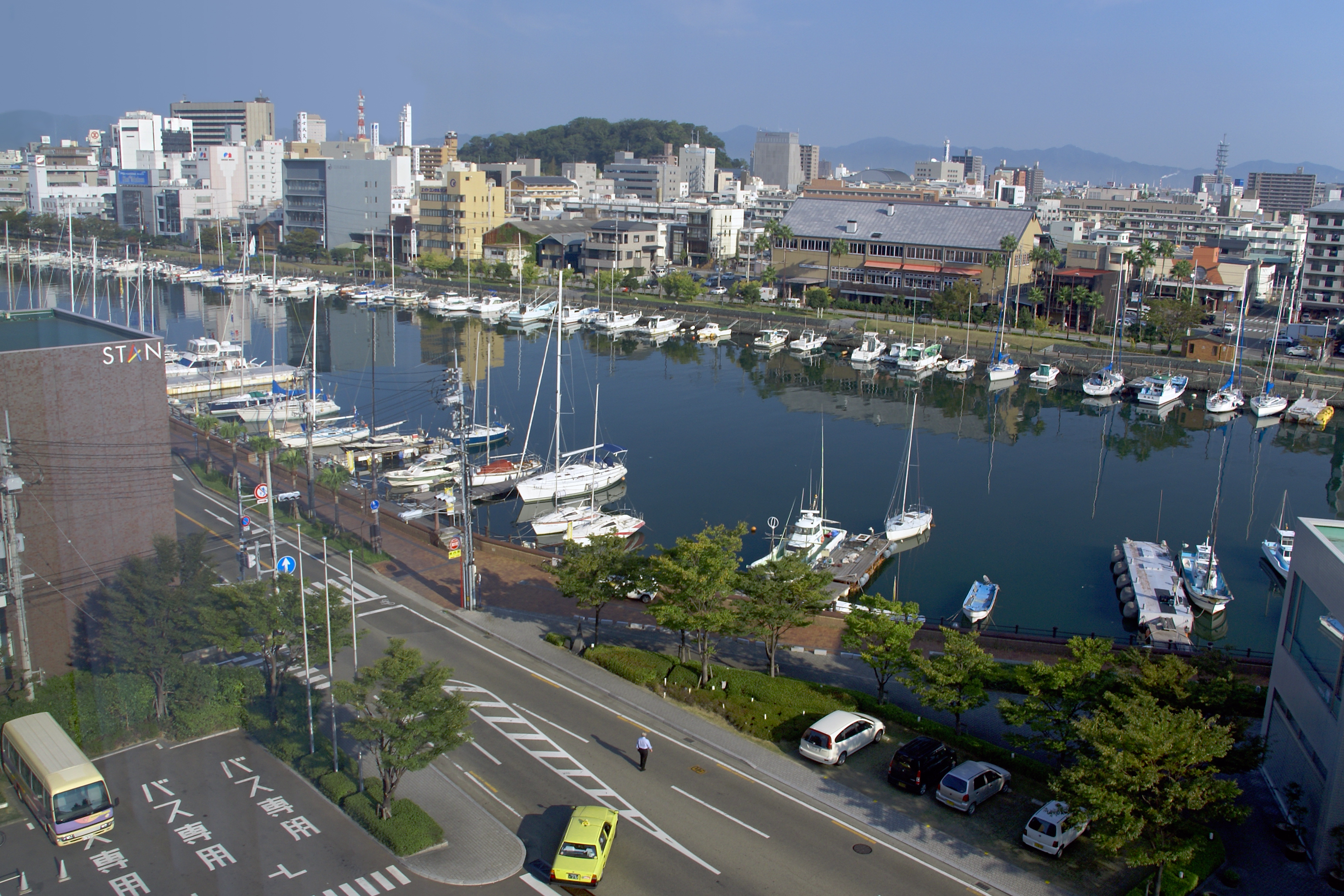
Kenchopia[a]
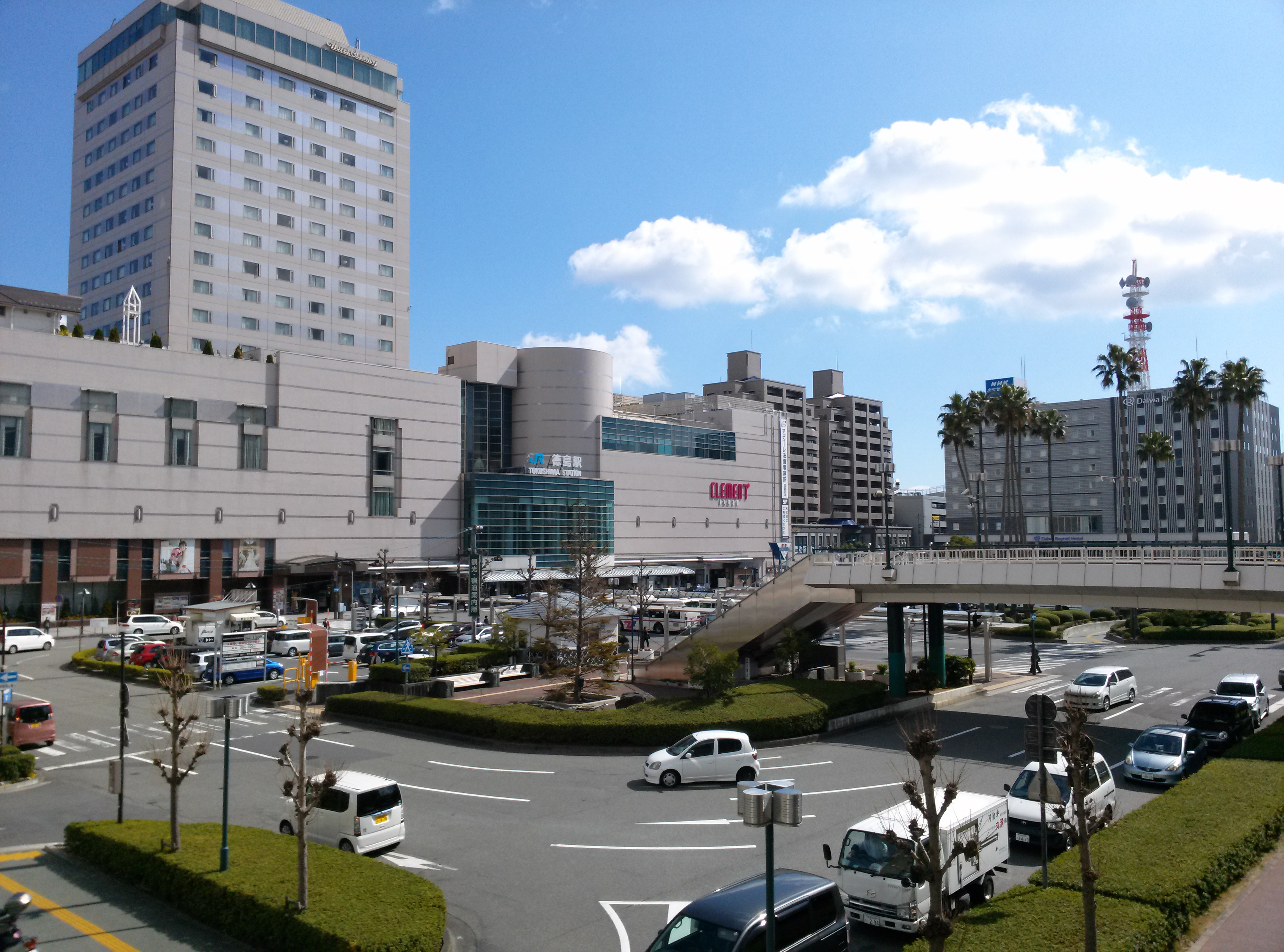
Plac przed stacją kolejową Tokushima
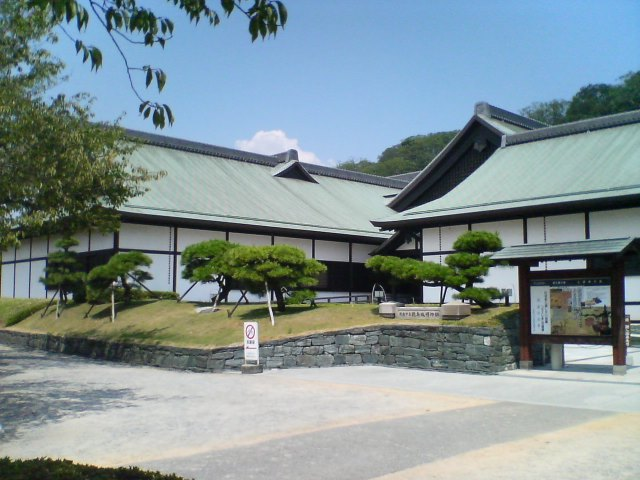
Muzeum Zamku Tokushima (zamek nie istnieje, pozostały ruiny)
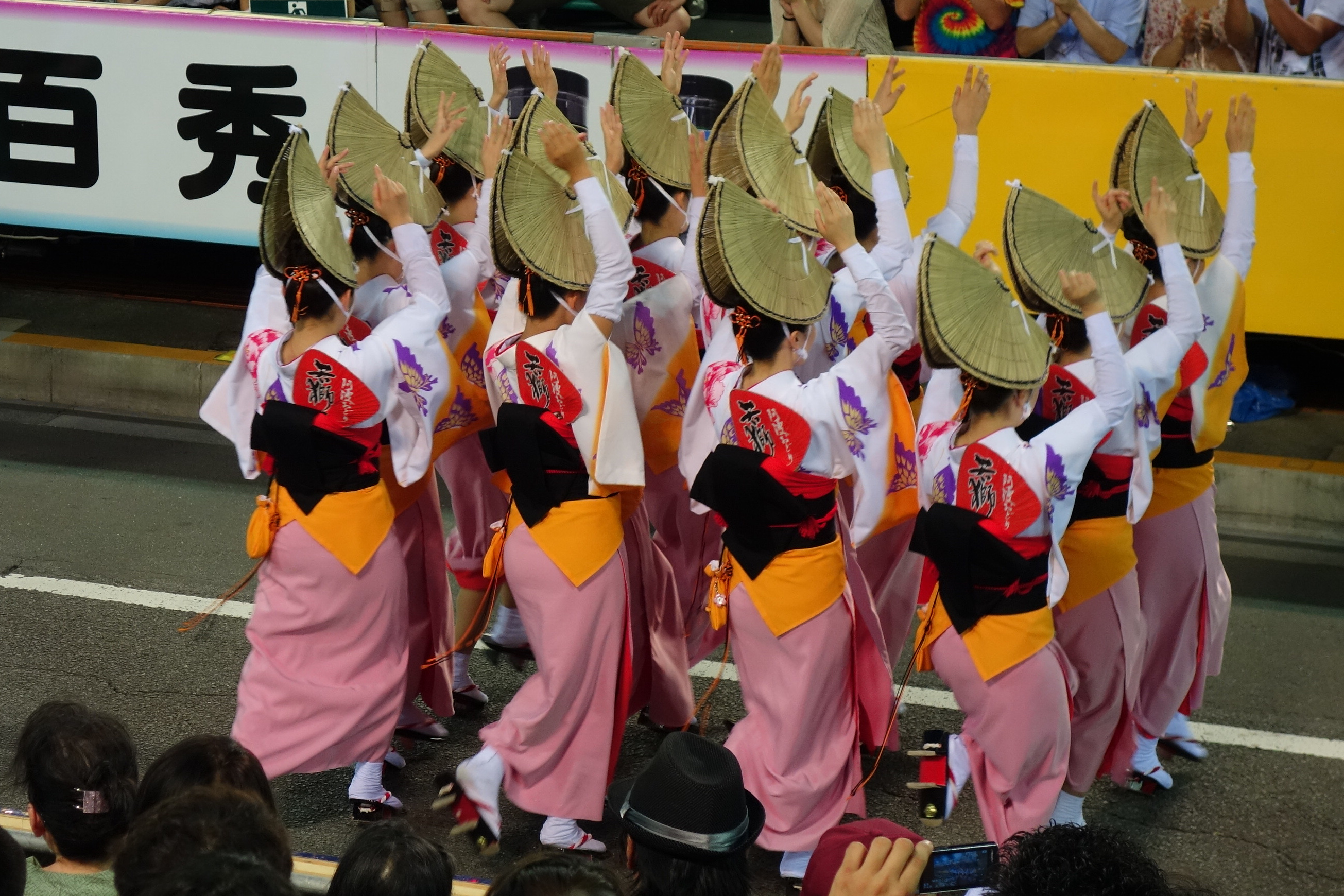
Awa-odori (Tokushima 2012)